# 瓦伊塔帕利亞納山 (萬卡約省)
11°51′17″S 74°58′12″W / 11.85472°S 74.97000°W
瓦伊塔帕利亞納山（Waytapallana），是秘魯的山峰，位於該國中部胡寧大區的萬卡約省，處於瓦伊塔帕利亞納山脈以東，屬於安第斯山脈的一部分，海拔高度4,800米。